# فونتامارا
فونتامارا نام کتابی از اینیاتسیو سیلونه نویسنده ایتالیایی است. این کتاب داستان ساکنان دهکده‌ای به نام فونتامارا است که زیر ستم فئودال‌های زمان خود زندگی می‌کنند. این کتاب که اولین اثر سیلونه بود وی را به شهرتی جهانی رساند. سیلونه نگارش این رمان را در سال ۱۹۳۱ به پایان برد.

## بازخورد
- فونتامارا شاهکار کوچکی از مقاومت دهقانان است که براساس وقایع حقیقی در تاریخ معاصر ایتالیا نوشته شده[۱].
- فونتامارا تکان‌دهنده‌ترین روایتی است که از توحش فاشیست خوانده‌ام. مردی پیر به همراه همسر و پسرش به خارج فرار می‌کنند تا داستان پیراهن‌سیاه‌هایی که به فونتامارا آمدند را تعریف کنند. کتاب باید تا پایان بی‌رحمی که روایت می‌کند خوانده شود[۲].
- دزدیدن آب... انتقام‌های بی‌رحمانه، تسخیر ده به‌وسیله جیره‌خواران فاشیست که به تمامی دختران تجاوز می‌کنند... کشتار بوسیله نیروهای دولتی - اگر فقط نیمی از این‌ها واقعیت داشته باشد، ایتالیای موسولینی از ایتالیای تحت نظارت اتریشی‌ها یا لومباردها بدتر بوده[۳].
- فونتامارا کتابی به یادماندنی است که از اولین جمله تا آخرین آن علیه رژیم فاشیستی، دروغ‌های آن، توحش آن و اعمال شنیع آن نوشته شده است. اشتیاق انقلابی کتاب به‌حدی بالا است که به خلق هنری اصیل می‌رسد. فونتامارا به خودی خود صرفاً دهکده‌ای فقرزده در یکی از دورافتاده‌ترین نقاط ایتالیا است. در طول ۲۰۰ صفحه کتاب نام‌ها تبدیل به سمبل‌های ایتالیای کشاورزی از تمامی دهکده‌ها و فقرشان و یاس و شورش آنها می‌شود. با این وجود هرچه نهادهای بوروکراسی درباره این نوع کتاب‌ها که به ادبیات اصیل انقلابی تعلق دارند، انجام دهند، فونتامارا مطمئناً راه خود را درون توده‌ها پیدا خواهد کرد. وظیفه هر انقلابی است که در توزیع و پخش این کتاب کوشش کند[۴]. لئون تروتسکی
- فونتامارا یکی از رمان‌های شاخص در وصف مبارزهٔ جمعی فرودستان است. این رمان کوچک در زمان خود، یعنی در دورهٔ اوج اقتدار فاشیسم ایتالیا و رشد سهمگین جنبش نازیسم در آلمان، با استقبال زیادی هم مواجه شد[۵]. اسدالله امرایی

## تاریخچه نشر و پخش

اولین نسخه از فونتامارا به زبان آلمانی که در سال ۱۹۳۳ منتشر شد. طراحی جلد توسط مکس بیل و در قطع ۲۰×۱۳ سانتی‌متر

فونتامارا در بهار سال ۱۹۳۳، در زوریخ با ترجمه آلمانی از نوشته اصلی ایتالیایی منتشر شد. همچنین کتاب به صورت پاورقی در برخی از نشریات آلمانی‌زبان سوئیس نیز چاپ می‌شد. در سپتامبر ۱۹۳۴ ترجمه انگلیسی کتاب توسط انتشارات پنگوئن منتشر شد. اولین نسخه فرانسوی کتاب نیز در همین سال در پاریس منتشر شد.  چاپ ایتالیایی کتاب، در خود ایتالیا تا سال ۱۹۴۵ که سیلونه نسخه تصحیح شده آن را تهیه کرد، به تعویق افتاد. در سال ۱۹۴۷ نسخه تصحیح شده دیگری توسط سیلونه، منتشر شد. سیلونه تصحیحات بیشتری نیز در سال ۱۹۵۳ انجام داد که در نثر کتاب تغییراتی ایجاد می‌کرد. 
ایالت متحده آمریکا نسخه‌ای از کتاب را بدون اجازه سیلونه به همراه دیگر کتاب او، نان و شراب، منتشر کرد و کتاب‌ها را در میان ایتالیایی‌ها در حین آزادی ایتالیا مابین سال‌های ۴۵-۱۹۴۳ پخش کرد.

## بخشی از کتاب
بعد از یک راهپیمایی طولانی به کوره‌پزخانه رسیدیم. با حدود بیست نفر کارگر و عده‌ای گاریچی برخورد کردیم که داشتند آجر بار می‌زدند آن‌ها دست از کار برداشتند و احمقانه سر ما داد زدند:
«باز کجا دارین می‌آین؟ شما اعتصاب کردین؟ اعتصاب برای چی؟»
یکی از افراد پرسید:
«رئیس شما کجاس؟ او باید به دادخواهی ما رسیدگی کنه.»
یکی از کارگرها که پیرتر بود با صدای خیرخواهانه‌ای گفت:
«عدالت! هاهاها! هر چارکش چند می ارزه؟ گوش کنین! راست برگردین به فونتامارا، سر به سر شیطان نذارین!»
به هر جهت، ترادر آنجا بود. آنطور که کارگرها می‌گفتند، درست لحظه‌ای پیش آنجا بوده و همان موقع رفته بوده است. ممکن بود به کارخانه برق رفته باشد. یحتمل آنجا را هم ترک کرده باشد. بهتر بود برای پیدا کردنش به دباغ‌خانه برویم، ولی تا دباغ‌خانه راه درازی بود. نمی‌دانستیم به کجا بایستی رفت. این بود که وسط خیابان ماندیم. هوا خفقان‌آور بود. با لباس و موی غبارآلود و دندان‌ها و حلق و سینه پر از شن هیچ‌کس نمی‌توانست ما را بشناسد. از تشنگی و گرسنگی داشتیم ضعف می‌کردیم .
لیموناد سر ماریتا داد کشید:
«همش تقصیر تو ئه.»
و این سرآغاز یک صحنه واقعاً ترسناک بود. دسته‌های کوچک دو یا سه نفری برخوردند و هر کدام شروع کردند به کتک کاری با سایرین حتی زن پون‌تسیو با من گلاویز شد و داد و بیداد راه انداخت.

## ترجمهٔ فارسی
منوچهر آتشی این کتاب را به فارسی ترجمه کرده‌است.